# Блуџакет (Оклахома)
Блуџакет (енгл. Bluejacket) град је у америчкој савезној држави Оклахома.

## Демографија
По попису из 2010. године број становника је 339, што је 65 (23,7%) становника више него 2000. године.
| Група             | 2000.       | 2010.       |
| Белци             | 182 (66,4%) | 244 (72,0%) |
| Афроамериканци    | 3 (1,1%)    | 2 (0,6%)    |
| Азијати           | 0 (0,0%)    | 0 (0,0%)    |
| Хиспаноамериканци | 0 (0,0%)    | 5 (1,5%)    |
| Укупно            | 274         | 339         |